# 李汾
李汾（1839年—？），字叔仪，号晉溪、毓川，鑲藍旗漢軍包衣人，清朝政治人物、同進士出身。
光緒二年（1876年），丙子科順天乡试中举，光緒十五年（1889年），参加己丑科殿試，登進士三甲135名。同年五月，著交吏部掣签，分发各省以知县即用。

## 延伸阅读
[在维基数据编辑]